# Papilio noblei
Papilio noblei is een vlinder uit de familie van de pages (Papilionidae). De wetenschappelijke naam van de soort is voor het eerst geldig gepubliceerd in 1888 door Lionel de Nicéville.